# 베카 미켈타제
베카 미켈타제(조지아어: ბექა მიქელთაძე, 1997년 11월 26일~)는 조지아의 축구 선수이다.

## 참고 문헌
- “베카 미켈타제”. 《광주 FC》. 광주시민프로축구단.